# Spilotus quadrimaculata
Spilotus quadrimaculata là một loài bọ cánh cứng trong họ Melandryidae. Loài này được Nomura miêu tả khoa học năm 1959.